# Атмосфера на Земята
Вижте пояснителната страница за други значения на атмосфера.
Атмосферата на Земята е газовата обвивка на земното кълбо, наричана общо въздух. Състои се основно от азот (78%) и кислород (21%). Тя е жизнена среда за множество организми и спира голяма част от биологически вредните ултравиолетови лъчи.

## Структура
Атмосферата на Земята няма ясно изразена горна граница. Най-външните ѝ слоеве се простират до няколко хиляди километра височина, но 90 % от нейната маса е съсредоточена в приземния 16-километров слой. Въпреки липсата на точна геометрична граница между атмосферата и космическото пространство, може да се дефинира понятието физическа граница. Физическата граница на атмосферата е височината, до която въздухът е все още достатъчно плътен, за да се регистрират ред физични явления, съотносими към земните, а не към космическите.
По своите физически свойства атмосферата е нееднородна – не само по вертикала, но и по хоризонтала. С увеличаване на височината се изменят съставът и редица други нейни свойства и параметри. Съществуват няколко деления на атмосферата.

### Температурно деление
За основа се взема средното изменение на температурата на въздуха с изкачването по височината (g = − dT/dz). Според отделните си признаци (изменение на температурата във височина, състав на атмосферния въздух и наличие на заредени частици) атмосферата се дели на пет основни слоя, наречени сфери. Между всеки от тях има преходни слоеве с малка дебелина, наречени паузи. Имената им зависят от местонахождението им, например над тропосферата се намира тропопаузата и т.н.
| Сфера (слой) | Нср (km) (д. и г. гран.) | Преходен слой (пауза) |
| ------------ | ------------------------ | --------------------- |
| Тропосфера   | 8 – 16                   | Тропопауза            |
| Стратосфера  | 11 – 50                  | Стратопауза           |
| Мезосфера    | 55 – 82                  | Мезопауза             |
| Термосфера   | 85 – 800                 | Термопауза            |
| Екзосфера    | 800 – 20000              | няма                  |

#### Тропосфера
Тропосферата е най-ниският слой от атмосферата. Има средна дебелина около 15 km. Дебелината ѝ нараства от полюса към екватора, като средните ѝ стойности са: над полюса – 8 – 10 km, в умерените ширини – до 10 – 12 km, в тропичните и екваториалните райони – 16 – 18 km. През лятото горната граница се издига, а през зимата височината ѝ намалява. С изкачването към горния край на тропосферата температурата намалява средно с 6 °C на километър, а налягането със 120 mbar/km. За горна граница на тропосферата се приема височината, на която температурата престава да се понижава. Средната годишна температура в горната граница на тропосферата на екватора е от – 47 °С до – 75 °С.
Тропосферата има постоянен състав: 4/5 азот и 1/5 кислород. Тя е разделена на три подслоя: ниска – на височина от 0 до 1 – 1,5 km; средна – от 1 – 1,5 km до 6 – 7 km и висока тропосфера – от 6 – 7 km до тропопаузата. В тропосферата се съдържа средно около 80 % от масата на атмосферата. Отвъд тропосферата условията не позволяват развитието на живота.

#### Тропопауза
Тропопаузата разделя тропосферата от стратосферата. Има дебелина от няколкостотин метра до 10 – 11 km. Представлява задържащ слой за вертикалните движения, като резултат се получава разстилане на върховете на мощните купесто-дъждовни облаци (Cb). Само най-мощните купесто-дъждовни облаци, във взаимодействие с най-интензивни възходящи движения, могат да пробият тропопаузата. На нивото на тропопаузата се наблюдават така наречените струйни течения – въздушни потоци със скорост от 150 до 300 km/h. В границата на тропопаузата температурата не се изменя и за неин горен край се приема началото на повишаването на въздушната температура.

#### Стратосфера
Разположена е над тропопаузата. Характерно за нея е, че през цялата година над тропичните ширини (от екватора до около 30° с.ш.) и през лятото в умерените (до 40 – 50°), а понякога и в полярните ширини температурата се повишава с височина. През цялата година над полярните райони (над 60°) и през зимата над ширините, по-високи от 30 – 40°, се наблюдава постоянна температура до височина около 30 km, след тази граница температурата осезаемо нараства. Това явление се дължи на поглъщането на ултравиолетовите лъчи от озоносферата, намираща се на тази височина.

#### Стратопауза
Представлява слой с максимална температура. Разделя стратосферата от мезосферата.

#### Мезосфера
Разположена над стратосферата. Характерно за нея е бързото понижаване на температурата – с 3 до 4 °С на всеки километър. На височината на мезопаузата температурата достига до −80 °С, −90 °С, а в някои случаи и до −120 °С.

#### Мезопауза
Разположена на височина 82 – 85 km. От нея нагоре свойствата на атмосферата започват да се изменят много съществено и в много отношения. Разделя мезосферата от термосферата.

#### Термосфера
Наблюдават се изключително големи денонощни колебания на температурата. Установено е, че дневната температура може да достигне 1800 К (1526,85 °С), докато нощната е от порядъка на 300 – 1000 К (27 – 726,85 °С) в зависимост от височината. Има повишена йонизация на газовите молекули.

#### Термопауза
Височина между 500 и 1000 km или по-висока. В нея има забележимо разсейване на атмосферни газове в междупланетното пространство.

#### Екзосфера
Последният слой от земната атмосфера. Смята се за външна част на атмосферата, в която плътността на въздуха е все още различна от тази на междупланетния газ. Газовете и молекулите се движат с голяма скорост и се разсейват в космоса. Достига до 20 000 km, като тази височина се смята за крайна височина на атмосферата.

### Деление по състав на въздуха
За основа се взема съставът на атмосферния въздух. Разграничават се два слоя:

#### Хомосфера
Дебелина до около 60 km. Обединява тропосферата и стратосфератата. Пропорционалното съотношение между постоянните компоненти на въздуха остава неизменно с височината. Съставът на въздуха е постоянен и не се променя.

#### Хетеросфера
Намира се над хомосферата. Пропорционалното съотношение между постоянните компоненти на въздуха се изменя. Съставът на въздуха търпи промени и вследствие на йонизацията. Фактически това е йоносферата, която обхваща слоевете мезосфера, термосфера и екзосфера.

### Деление по слънчевото въздействие
За основа на разделянето се взема влиянието на слънчевото излъчване върху атмосферата. Разграничават се два слоя:
- Ниска атмосфера. Наблюдава се минимално влияние на непосредственото слънчево излъчване.
- Висока атмосфера. Увеличено влияние на слънчевата активност.

### Деление според взаимодействието на атмосферата със земната повърхност
За основа се взема взаимодействието между атмосферата и земната повърхност. Разграничават се два слоя:
- Планетарен слой – влиянието на земната повърхност се отразява на всички метеоелементи.
- Свободна атмосфера – влиянието на земната повърхност върху метеоелементите е по-слабо.

Атмосферата на височина над 80 – 85 km се нарича йоносфера. Тя има високата степен на йонизация на атмосферните газове. Ултравиолетови и други излъчвания йонизират азотните и кислородните атоми, като откъсват по един електрон от външната им обвивка и такъв атом се превръща в положителна частица (йон).

## Състав и строеж на атмосферата
Въздухът, който образува земната атмосфера, представлява смес от различни газове. Поради това, че тези газове не влизат в химични реакции помежду си, сместа се нарича механична. Съставът на въздуха близо до земната повърхност е установен с голяма точност. Освен основните газове – азот, кислород и аргон, в механичната смес участват и други газообразни примеси с много по-малка концентрация. Съставът на въздуха не е еднакъв на различни височини.
До височина от около 800 km в атмосферата преобладават азотът и кислородът. Над 400 km започва да нараства съдържанието на леките газове – в началото на хелия, а след това и на водорода. Над 800 km основното съдържание на атмосферата е главно водород.
Чисто схематично може да се приеме, че до около 200 km въздухът, обгръщащ Земята, представлява тънка и еднородна по своите физически характеристики обвивка. С издигането над повърхността намалява плътността, като неравномерното разпределение на плътността води до неравномерно разпределяне на масата на атмосферата. Около половината от масата се намира в слоя с височина до 5 km над Земята, а на височина до 30 km се съдържа около 99 %. Над 35 km атмосферната маса е не повече от 1 %. Въпреки това, и там протичат редица процеси и явления, които са резултат от прякото въздействие на слънчевото излъчване. Този 1 % всъщност представлява междинна кръгла брънка, реагираща на слънчевите излъчвания, и ги предава на по-долните слоеве от атмосферата.
От газовите примеси с по-малка концентрация, участващи в състава на атмосферата, най-голямо значение имат водните пари, въглеродният диоксид, озонът, серният диоксид и атмосферните аерозоли.
- Водни пари: Около 13 000 km3 вода в трите си агрегатни състояния се разпростират в атмосферата. Най-често срещано е газообразното и състояние – около 95 % под формата на водна пара. Тя постъпва в атмосферата при изпарението на океаните, моретата, както и от реките, езерата и другите водни басейни, разположени на сушата. Основното количество водни пари се намира в слоевете близо до земната повърхност (височина 2 – 3 km). Наличието на водни пари в атмосферата е изключително важно по няколко причини – образуват облаците и валежите, участват в атмосферните топлообменни процеси и поглъщат лъчиста енергия (дълговълнова радиация 5,5 – 7 μm и над 18 μm).
- Въглероден диоксид (CO2): Има концентрация по-малка от водните пари – около 0,032 %. Поглъща интензивно дълговълновата (топлинна) радиация и допринася за парниковия ефект. Получава се от два източника – естествен (вулканична дейност, дишане, гниене, фотосинтеза), и изкуствен (антропогенна дейност).
- Озон (О3): Образува се в горната част на стратосферата от UV радиацията, чрез рекомбинация на атомите кислород, и в тропосферата при гръмотевична дейност. Има най-голяма концентрация в слоя между 20 и 50 km, наречен озоносфера. Максималната му концентрация е на височина около 25 km. Озонната обвивка играе ролята на радиационен щит, защото поглъща биологично активната UV радиация от Слънцето (0,2 – 0,29 nm). Озонът е химически неустойчив газ и количеството му намалява застрашително. Това се дължи на редица човешки дейности – отделяне на Н2, СО, СН4 и органични вещества, използването на фреони.
- Серен диоксид (SO2): От другите променливи газове голямо внимание заслужава серният диоксид. Той реагира с водните пари и образува частици, участващи в кондензационните процеси при образуване на облаци и валежи (т. нар. киселинни дъждове).
- Атмосферни аерозоли: Така се наричат съществуващите в атмосферата течни и твърди частици от различни вещества. Обикновено те са с много малки размери, намират се в хаотично разпръснато състояние и заедно с газообразните вещества са неотделима съставна част на атмосферата. Като хигиенен фактор, наличието им в приземния въздух над определени количества е вредно – те го замърсяват, но от друга страна служат за кондензационни ядра при образуване на облаци и валежи. Поглъщат и разсейват лъчистата енергия в атмосферата. Произходът им е главно естествен земен – изригване на вулкани, прашни бури и др., и антропогенен – сажди, димни частици и други продукти при битови и промишлени процеси. В атмосферата постъпва и космическа пепел.

## Процеси в атмосферата
Основните процеси в атмосферата са нагряването и изстиването на атмосферния въздух, изпарението и кондензацията, движението на въздуха.

### Нагряване и изстиване
Основен източник на топлина за Земята е Слънцето, което излъчва огромно количество енергия. Вътрешната топлина на Земята е също голяма, но земната кора е прекрасен изолатор и почти не я пропуска. Под влияние на слънчевите лъчи земната повърхност се нагрява. Най-силно се нагряват районите около екватора, между тропиците, където слънчевите лъчи падат почти отвесно. В посока към полюсите слънчевите лъчи падат все по-полегато и в тези части от света е студено. Количеството радиация, което постъпва на земната повърхност, е най-голямо в малките ширини (горещ топлинен пояс) и по-малко – в големите ширини (студен топлинен пояс). Едновременно с нагряването на Земята протича и отдаване на топлина в пространството. Колкото е по-нагрята земната повърхност, толкова повече топлина отделя. Затова топлоотдаването е по-голямо през деня, отколкото през нощта, и повече през лятото отколкото през зимата. Отделяната топлина затопля приземния въздух и затова той е най-топъл близо до земята. Във височина температурата на въздуха се понижава. Сушата се нагрява и изстива по-бързо от водата, затова въздухът над нея през лятото е по-топъл, а през зимата – по-студен в сравнение с този над водната повърхност.

### Изпарение и кондензация
Нагряването на земната повърхност предизвиква отделяне от нея на водни пари, или изпарение. Най-голямо е изпарението от океаните, а най-малко – над пустините. На определена височина в атмосферата водните пари се сгъстяват, охлаждат и преминават в малки водни капки. Този процес на кондензация се съпътства с образуване на облаци и мъгли. При определени условия водните капки натежават и падат на земната повърхност във вид на валежи – течни (дъжд) и твърди (сняг, град). Под влияние на кондензацията на земната повърхност се образуват роса и слана. Извън тропосферата не се образуват облаци, така че няма дъждове или бури. Отвъд тропосферата условията не позволяват развитието на живота.

### Движение на въздуха
- Атмосферно налягане. Различно затопляне на земната повърхност предизвиква нееднакво атмосферно налягане. Въздухът има определено тегло и оказва натиск върху земната повърхност, който се нарича атмосферно налягане. Различното нагряване и затопляне е причина за различното атмосферно налягане в определени райони на Земята. Когато въздухът е силно нагрят, той се разширява и се издига във височина. При ниски температури е обратното. Районите, които се нагряват по-силно, затоплят повече атмосферния въздух и над тях той се издига във височина. Там атмосферното налягане е най-ниско. Местата, които се загряват по-слабо, се характеризират с по-студен и тежък въздух и над тях атмосферното налягане е най-високо. Зони с високо атмосферно налягане са тропиците и полярните райони, а с ниско – субполярните. Разликите в атмосферното налягане предизвикват хоризонтални (адвекция) и вертикални (конвекция) движения на въздуха.
- Атмосферна циркулация. Разпределението на атмосферното налягане е причина за формирането на общата атмосферна циркулация на Земята – движения на въздуха от районите с високо атмосферно налягане към районите с ниско атмосферно налягане. Във височина се развива противоположно движение на въздуха в обратна посока и по този начин се образуват циркулационни кръгове. В атмосферната циркулация се образуват три циркулационни зони: зона на пасатна циркулация (тропици – екватор), зона на западните ветрове и на полярна циркулация (полюси-умерени ширини).
- Циклони и антициклони. Движението на атмосферния въздух е свързано с образуването на огромни вихри – циклони и антициклони. Въздухът в циклона се движи възходящо от периферията към центъра поради ниското атмосферно налягане в центъра на вихъра. В циклоните на умерените ширини има два сектора – с топъл и студен въздух, разделени от топъл и студен атмосферен фронт. Въздухът в антициклона се движи низходящо от центъра към периферията, където налягането е по-ниско.